# Lunula lui Hipocrate

Lunula lui Hipocrate este zona hașurată din stânga sus. Are aceeași arie ca și triunghiul hașurat.

În geometrie lunula lui Hipocrate, numită astfel după Hipocrate din Chios, este o lunulă delimitată de arcele a două cercuri, cel mai mic dintre ele având ca diametru o coardă care subîntinde un unghi drept pe cercul mai mare. În mod echivalent, este o zonă plană neconvexă delimitată de un arc de cerc de 180° și un arc de cerc de 90°. A fost prima figură curbă la care s-a putut calcula exact aria.

## Istoric
Hipocrate a vrut să rezolve problema clasică a cvadraturii cercului, adică construirea unui pătrat cu ajutorul riglei și compasului, având aceeași arie ca un cerc dat. El a demonstrat că lunula mărginită de arcele etichetate E și F din figură are aceeași arie cu triunghiul ABO. Acest lucru a oferit o oarecare speranță de a rezolva problema cvadraturii cercului deoarece lunula este mărginită doar de arce de cerc. Heath a concluzionat că în demonstrarea rezultatului său Hipocrate a fost și primul care a demonstrat că aria unui cerc (de fapt a unui disc) este proporțională cu pătratul diametrului său.
Cartea Elementele a lui Hipocrate despre geometrie în care apare acest rezultat a fost pierdută, dar este posibil să fi format modelul pentru Elementele lui Euclid. Demonstrația lui Hipocrate a fost păstrată în Istoria geometriei, compilată de Eudemus din Rhodos, care nici ea nu a supraviețuit, dar din care demonstrația a fost extrasă de Simplicius din Cilicia în comentariul său la Fizica de Aristotel.
Abia în 1882 Ferdinand von Lindemann a demonstrat caracterul transcendent al lui π, demonstrând implicit că cvadratura cercului este imposibilă.

## Demonstrația
Rezultatul lui Hipocrate poate fi demonstrat astfel: Centrul cercului pe care se află arcul AEB este punctul D, care este punctul de mijloc al ipotenuzei triunghiului dreptunghic isoscel ABO. Prin urmare, diametrul AC al cercului mai mare ABC este de √2 ori diametrul cercului mai mic pe care se află arcul AEB. În consecință, cercul mai mic are jumătate din aria cercului mai mare și, prin urmare, sfertul de cerc AFBOA este egal ca suprafață cu semicercul AEBDA. Scăderea segmentului de cerc AFBDA din sfertul de cerc dă triunghiul ABO și scăderea aceluiași segment de cerc din semicerc dă lunula. Deoarece triunghiul și lunula sunt ambele formate prin scăderea ariilor egale din suprafețe egale, ele sunt ele însele egale ca arii.

## Generalizări

Lunulele lui Alhazen. Cele două lunule albastre au împreună aceeași arie ca și triunghiul dreptunghic verde.

Folosind o demonstrație similară cu cea de mai sus, matematicianul arab Hasan Ibn al-Haytham (nume latinizat Alhazen, c. 965 – c. 1040) a arătat că acolo unde se formează două lunule, pe cele două laturi ale unui  triunghi dreptunghic, ale căror margini exterioare sunt semicercuri și ale căror margini interioare sunt formate de cercul circumscris triunghiului, atunci ariile acestor două lunule adunate sunt egale cu aria triunghiului. Lunulele formate în acest fel dintr-un triunghi dreptunghic sunt cunoscute sub denumirea de lunulele lui Alhazen. Cvadratura lunulei lui Hipocrate este cazul particular al acestui rezultat pentru un triunghi dreptunghic isoscel.
La mijlocul secolului al XX-lea, doi matematicieni ruși, Nikolai Cebotariov și studentul său, Anatoli Dorodnov, au clasificat complet lunulele care pot fi construite cu rigla și compasul și care au aria egală cu un pătrat dat. Toate astfel de lunule pot fi specificate prin cele două unghiuri formate de arcele interioare și exterioare, care se află pe cercurile respective. În această notație, de exemplu lunula lui Hipocrate ar avea unghiurile interior și exterior (90°, 180°). Hipocrate a găsit alte două lunule cu cvadraturi, cu unghiuri de aproximativ (107,2°, 160,9°) și (68,5°, 205,6°). Încă două lunule cu cvadraturi, cu unghiuri aproximative (46,9°, 234,4°) și (100,8°, 168,0°) au fost găsite în 1766 de către Martin Johan Wallenius și din nou în 1840 de către Thomas Clausen. După cum au arătat Cebotariov și Dorodnov, aceste cinci perechi de unghiuri dau singurele lunule construibile cu rigla și compasul care au cvadraturi. În particular, nu există lentile („lunule” convexe) construibile care să aibă cvadraturi.